# Simone Durello

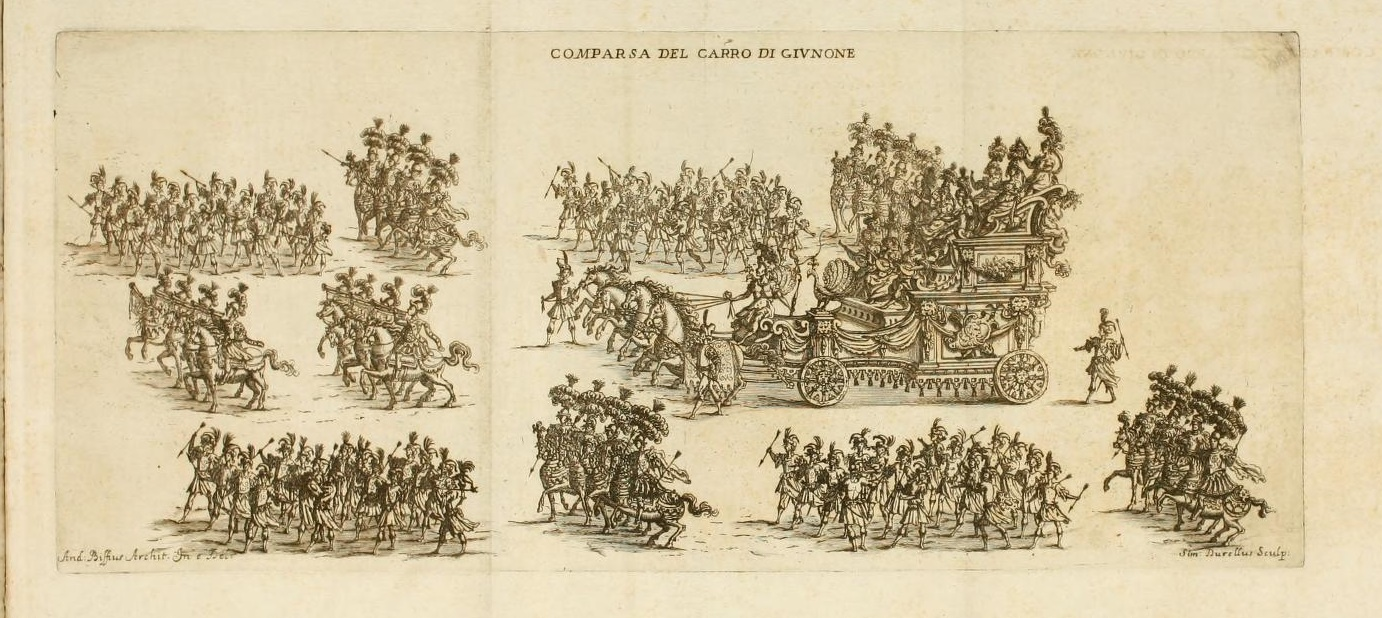
Amore e Gloria: festa d'armi a cavallo celebrata nel Regio Ducal Palazzo di Milano, Milano, 1670. Comparsa del carro di Juno.

Simone Durello (Milano, 13 maggio 1641 – Milano, 11 novembre 1719) è stato un incisore italiano attivo a Milano, la cui firma si trova su alcuni dei migliori libri pubblicati in Lombardia negli ultimi decenni del Seicento.

## Biografia
Decimo dei dodici figli di Maurizio, mercante, e Margherita Ambrosona, sposò nel 1671 Teresa Catone, dalla quale ebbe dieci figli. Realizzò più di 125 incisioni su rame, acquaforte e bulino, per i più noti editori milanesi, come Marc'Antonio Pandolfo Malatesta o Francesco Vigone.

## Opere
Lavorò principalmente all'illustrazione di libri e la sua produzione, comprende ritratti, mappe, progetti architettonici, feste, funerali, immagini devozionali e allegorie. La prima opera conosciuta, del 1665, è già un'opera importante: la copertina calcografica dell'elenco delle cerimonie funebri svoltesi a Milano per la morte del Re di Spagna Filippo IV. Poco dopo incise, su disegno di Cesare Fiori, i ritratti dei governatori spagnoli dello Stato di Milano Luis de Guzmán Ponce de Leon, che aveva organizzato le esequie di Filippo IV, e Francisco de Orozco, marchese di Olías, che fu governatore di Milano solo per pochi mesi nel 1668, anno in cui è datato il ritratto, poi inglobato nella raccolta dei ritratti della "Historia di Leopoldo Cesare" di Galeazzo Gualdo, pubblicata a Vienna tra 1670 e 1674.

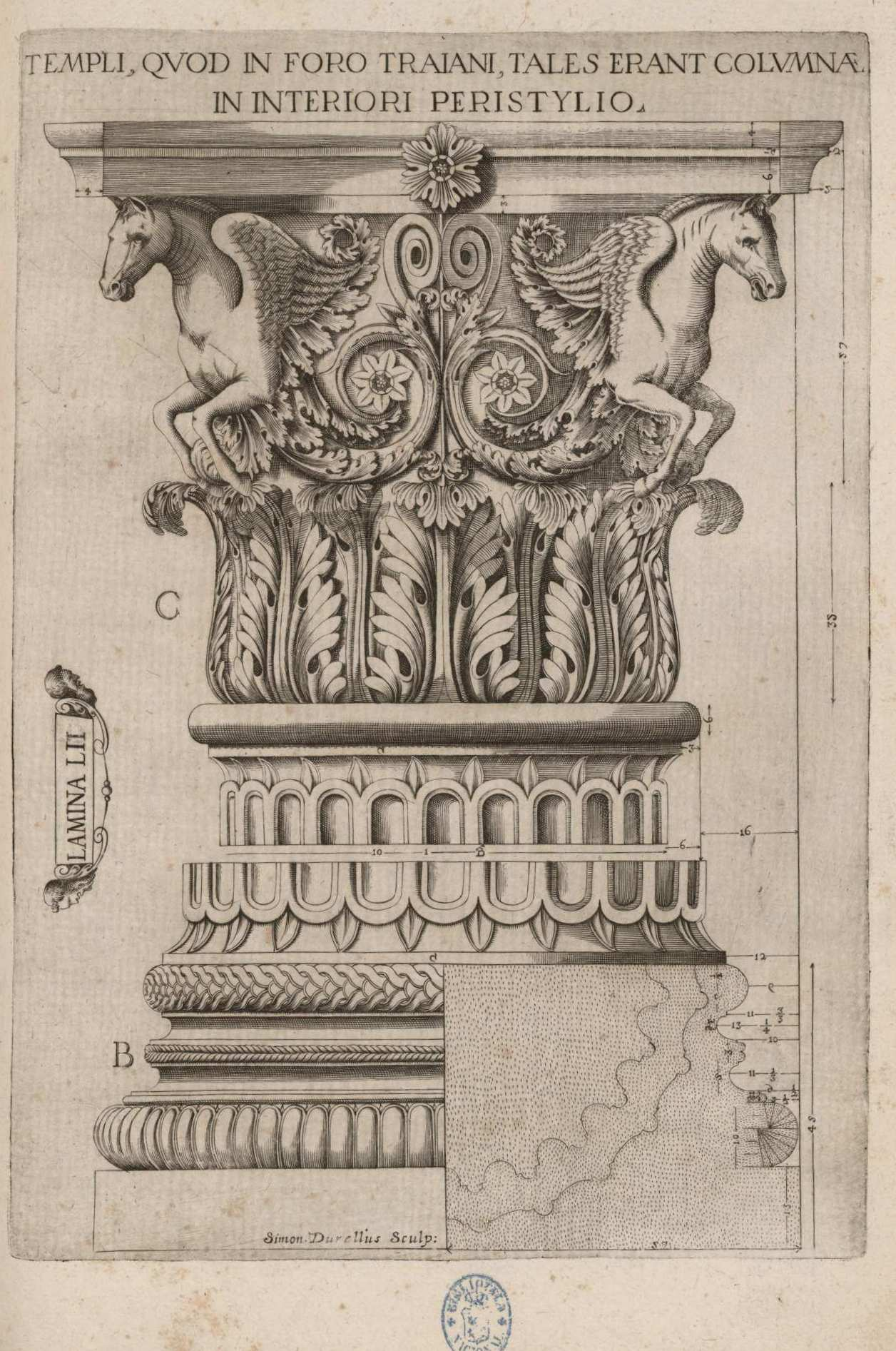
Juan Caramuel y Lobkowitz: Architectura civil recta y obliqua, parte III, lámina, LII. Templi, quod in foro Traiani, tales erat columnas. Firmado: Simon Durellius sculps. Biblioteca nazionale di Spagna.

Alto valore testimoniale hanno le incisioni che illustrano il torneo svoltosi a Milano nel carnevale del 1670, il cui rapporto apparve pubblicato con il titolo Amore e Gloria. festa d'armi a cavallo celebrata nella Regio Ducal Palazzo di Milano. Dedicato dall'editore, Pandolfo Malatesta, a Paolo Spinola Doria, marchese di Los Balbases e governatore di Milano. La festa riunì tutti gli elementi dell'equitazione barocca sotto spoglie mitologiche.
Suo è il frontespizio con la figura di Atlante, incisa su disegno di Francesco della Croce, per la seconda edizione milanese dell'opera emblematica di Filippo Picinelli, Mondo Simbolico , Milano, Francesco Vigone, 1669, e alcune delle stampe interne potrebbero essere sue.. Per Vigone incise nuovamente, nel 1671, la copertina di Bergamo compito: poema eroico di Alessandro Ghirardelli, arciprete di Clusone, con il ritratto ovale del papa Clemente X.
La sua firma si trova su undici delle tavole che illustrano la prima edizione del trattato di architettura di Juan Caramuel y Lobkowitz, Architectura civil recta, y obliqua, Vigevano, 1678. Si tratta di incisioni di architettura in rame, con esempi degli ordini classici negli edifici romani, la Colonna Traiana e l'altare del Tempio di Gerusalemme e, con essi, il ritratto distorto di una figura equestre nelle vesti di San Giorgio che trafigge un drago, una delle incisioni con cui Caramuel mostrò le distorsioni ottiche che si verificano nelle statue a seconda del punto di vista. Lo stesso anno fornì le incisioni della facciata della basilica di Santo Stefano Maggiore, decorata a lutto, e per il catafalco allestito all'interno per le esequie del principe Antonio Trivulzio (Impetus Doloris Excell. Princ. D. Ant Triuulzio praepropera morte sublato praepropere funere parentatis, Milano, 1678).
Suo anche il frontespizio calcografico dell'opera di Adolfo Occone, Imperatore romanorum numismata a Pompeo Magno ad Heraclium, Milano, 1683, voluminoso trattato numismatico dedicato all'imperatore Leopoldo I, il cui ritratto è riconosciuto nell'imperatore con caduceo e corazza nella vecchia incisione di Durello. Tra le sue ultime opere, una bellissima veduta dell'interno della cappella di san Gaudencio, Vescovo di Novara, in occasione dei festeggiamenti per la traslazione del suo corpo nel luglio 1711, incisione di Durello firmata 1712, illustrazione tratta da Il trionfo di S. Gaudenzo.